# The Irregular at Magic High School – The Girl who Summons the Stars – The Movie
The Irregular at Magic High School – The Girl who Summons the Stars – The Movie (jap. 劇場版 魔法科高校の劣等生 星を呼ぶ少女, Gekijōban Mahōka Kōkō no Rettōsei: Hoshi o Yobu Shōjo) ist ein japanischer Anime-Kinofilm, der auf der Light Novel Mahōka Kōkō no Rettōsei von Tsutomu Satō basiert. Der Film kam am 17. Juni 2017 in die japanischen Kinos. Der Film wurde im Gegensatz zur Serie nicht von Studio Madhouse animiert, sondern vom Studio Eight Bit.

## Inhalt
Im Jahr 2096, 36 Jahre nach einem verheerenden Dritten Weltkrieg, und nachdem das erste Jahr der Magie-Oberschule für Tatsuya und Miyuki erfolgreich zu Ende ging, verbringen sie ihre Ferien auf den Ogasawara-Inseln. Während ihres Urlaubs erhalten Tatsuya, Miyuki und ihre Freunde den Auftrag, einen Asteroiden zu zerstören. Auf dem Rückweg entdecken sie Kokoa, die Teil eines Experiments mit anderen modifizierten Magiern ist. Sie bittet um Hilfe, um ihre Mitspieler aus einer Forschungseinrichtung zu retten. Gemeinsam mit Dr. Morinaga gelingt ihnen die Flucht. Kokoa floh vor ihrer Arbeit bei der „National Defense Navy“. Die Geschwister nehmen sie auf, doch sie fragen sich, ob Kokoa wirklich so unschuldig ist, wie sie vorgibt.
Tatsuya, Miyuki, Erika, Leon und Mikihiko infiltrieren die Einrichtung, um die gefangenen Magier zu befreien. Dabei erfahren sie von dem Experiment zur Erschaffung einer strategischen Magie namens „Meteorite Fall“. Gleichzeitig versucht die militärische Organisation Stars of the United States of North American Continent (USNA), die Einrichtung zu zerstören, um die Entwicklung dieser gefährlichen Magie zu verhindern. Während sie den Magiern helfen, stoßen Erika und Leon auf feindliche Stars-Magier. Katsuto Jyumonji eilt ihnen zur Hilfe. Tatsuya wendet sich an Angelina, um Unterstützung bei der Zerstörung einer herabstürzenden Raumstation zu erhalten, die mit Uranbomben beladen ist. Die Zerstörung der Raumstation führt zu einem atemberaubenden Polarlicht am Nachthimmel. Am Ende finden Kokoa und die anderen Magier Schutz in der Kanto-Niederlassung der Magievereinigung.

## Produktion und Veröffentlichung
Bei der Produktion von Studio Eight Bit führte Risako Yoshida Regie. Das Drehbuch nach der Vorlage von Tsutomu Satō schrieb Munemasa Nakamoto. Das Charakterdesign stammt von Kana Ishida und die künstlerische Leitung lag bei Hiromasa Ogura. Tonregie führte Satoshi Motoyama. Die Musik komponierte Taku Iwasaki.
Kinostart war am 17. Juni 2017 in Japan. Am Startwochenende verkauften sich über 107.000 Eintrittskarten und stand damit auf Platz 5 der Japanischen Kinocharts. In Deutschland gab es keine Kinovorstellungen. Der Film erschien am 20. September 2018 als Limited Edition FuturePak mit J-Card, exklusiv im Online-Shop von Anime Planet. Die DVD-Version war auf 500 Stück und die Blu-ray auf 1000 limitiert. Die Standardfassung erschien am 18. Oktober 2018.

## Synchronisation
| Rolle                  | japanischer Sprecher (Seiyū) | deutscher Sprecher    |
| ---------------------- | ---------------------------- | --------------------- |
| Tatsuya Shiba          | Yūichi Nakamura              | Christian Stark       |
| Miyuki Shiba           | Saori Hayami                 | Mia Diekow            |
| Erika Chiba            | Yumi Uchiyama                | Nadine Schreier       |
| Mizuki Shibata         | Satomi Satō                  | Merete Brettschneider |
| Leonhart Saijō         | Takuma Terashima             | Jesse Grimm           |
| Mayumi Saegusa         | Kana Hanazawa                | Josephine Schmidt     |
| Katsuto Jūmonji        | Jun’ichi Suwabe              | Tobias Schmidt        |
| Mari Watanabe          | Marina Inoue                 | Celine Fontanges      |
| Honoka Mitsui          | Sora Amamiya                 | Julia Fölster         |
| Shizuku Kitayama       | Yuiko Tatsumi                | Jenny Maria Meyer     |
| Angelina Kudou Shields | Yoko Hikasa                  | Franciska Friede      |
| Kokoa                  | Konomi Kohara                | Josephine Martz       |